# Alberto Cavalieri
Alberto Cavalieri (Genova, 1927 – Reggimonti, 22 giugno 2011) è stato un pittore e scultore italiano.

## Biografia
Pittore autodidatta, frequenta saltuariamente l'Accademia ligustica di belle arti di Genova. La sua attività artistica iniziale affronta i classici temi "formativi" del paesaggio e della natura morta per poi dedicarsi allo studio della figura umana. La sua prima mostra è a Genova, alla Casa del Popolo di Rivarolo, nel 1949. Nel 1952 si trasferisce a Milano, dove già dall'anno successivo  la sua cultura pittorica si evolve verso le posizioni di quell'astrattismo "segnico" che diverrà la sua caratteristica cifra stilistica: "la formazione artistica di Cavalieri ha sempre teso verso una semplificazione delle potenzialità espressive della sua esperienza artistica, regolata formalmente da una ricerca di lirica armonia e di disciplinata organizzazione del segno pittorico". Del 1966 è la prima mostra personale a Milano, alla Galleria Arte Centro, in cui espone opere che definisce "forme antropomorfe" perché, seppur già avviate alla riduzione del tratto espressivo in senso "fortemente calligrafico", sono ancora imperniate sulla figura umana o i suoi particolari.
Il decennio fra la metà degli anni sessanta e la metà degli anni settanta, con la vicinanza agli astrattisti comaschi e in particolare a Mario Radice, segna il periodo della maturità per la ricerca artistica di Cavalieri, che si accosta anche alla produzione di vetrate e terrecotte; la sua dedizione alla grafica a stampa e al disegno rimane comunque fondamentale per l'evoluzione tecnica e creativa delle opere successive in cui giunge a reinventare le ragioni e i modi della propria pittura. Dopo il riconoscimento ufficiale della critica d'arte in seguito all'esposizione al Salotto di Como (gennaio 1973), si susseguono numerose le esposizioni in Italia e all'estero.
Trasferitosi a Monza nel 1987, rientra poi in Liguria e dal 1991 al 2011 si stabilisce sui terrazzamenti collinari di Reggimonti (sopra il golfo di Bonassola). Se ne ha testimonianza nella sua ultima esposizione personale, Viaggio nel segno, tenuta a La Spezia nel 2007.